# ألبرشت غلازر
ألبرشت غلازر (بالألمانية: Albrecht Glaser) هو سياسي ألماني، ولد في 8 يناير 1942 بفورمس في ألمانيا. حزبياً، نشط في الاتحاد الديمقراطي المسيحي (1970 – 2012) والبديل من أجل ألمانيا (2013 – ). في الانتخابات الفيدرالية الألمانية 2017، انتخب عضو في البوندستاغ الألماني عن دائرة Schwalm-Eder ‏ وقد انضم خلال فترته النيابية (24 أكتوبر 2017 – )  للكتلة البرلمانية جماعة حزب البديل من أجل ألمانيا في البوندستاغ ‏.

## وصلات خارجية
- الموقع الرسمي